# Otto C. Fønss
Otto Carl Christian Fønss (født 28. september 1853 i Middelfart, død 20. december 1922 i Odense) var en dansk poet.
Fønss blev student fra Odense i 1872 og cand.theol. i 1879, hvorefter han gennemførte en rejse i Tyskland og Schweiz. 1880-1881 var han lærer forskellige steder, bl.a. huslærer på gården Rosendal i Skibstrup ved Hellebæk, hvor han var lærer for jægermester Henrik Jessens børn. Fønss var derefter en kort tid 1881 vikar på Skårup Seminarium. Han bosatte sig senere i Fredericia og virkede fra 1882 til 1917 som adjunkt i dansk ved Fredericia Latin- og Realskole. Han besøgte også Italien. Fønss udsendte sin første samling vers i 1885.
1891 modtog han Det anckerske Legat, 1897 støtte fra Finansministeriet, og 1918 blev han Ridder af Dannebrog.
Han var gift med Laura Søndergaard. Blandt hans søskendebørn tælles skuespiller Olaf og operasangerne Johannes og Aage Fønss.
Han er begravet i Odense.

## Skrifter
- Ad slyngede Stier. Digte, 1885
- Stemninger og Studier. Digte, 1889
- Trækfugle. Lyriske Digte, 1892
- Angelina. Romerske Akvareller i Ramme, digte, 1894
- Hinsides Bjergene og andre Digte, 1896
- I lyse Nætter. Sommeræventyr, digte, 1898
- Septemberdage. Digte, 1900
- I de unge Aar. To Fortællinger, 1902
- Ung Lykke. Hverdagsidyll, digte, 1904
- Tages Læreaar. Fortælling fra Firserne, 1907
- Kongelys og Snerler. Digte, 1910
- Den hvide Jul i Digte, 1913
- Kærlighedsdigte og andre Digte, udvalg, Nyt Nordisk Forlag, København1918
- Tidløs. Sidste Digte, 1919
- Der løber bag Krattet